# Hong Xiuquan
Hong Xiuquan (en chino, 洪秀全; pinyin, Hóng Xiùquán; Wade-Giles, Hung Hsiu-ch’üan; en chino estándar AFI: [xʊŋ˧˥ ɕi̯ou̯˩˥ tɕʰy̆ɛn˧˥]; provincia de Guangdong, 1 de enero de 1814 - Nankín, 1 de junio de 1864), nacido como Hong Renkun (洪仁坤) y cuyo nombre de cortesano fue Huoxiu (火秀), fue un personaje relevante de la historia de China, conocido por haber liderado la Rebelión Taiping (una guerra civil que causó la muerte de entre 30 y 50 millones de personas) y establecer el llamado "Reino Celestial de la Gran Paz". Se consideraba a sí mismo como el "hermano menor de Jesús", haciendo una interpretación propia de la Biblia.

## Biografía
Hong procedía de una familia humilde de granjeros. Xiuquan era miembro de los Hakka, un subgrupo de la etnia han.
Durante su juventud fue un estudiante ejemplar, pero cuando estaba preparándose para el examen imperial en 1836, que era la única forma de admisión en el cuerpo imperial de funcionarios, no pudo pasar las pruebas, fallándolas una y otra vez de manera sucesiva; en ese período conoció a un misionero cristiano que dictaba charlas acerca de varios tratados religiosos. Un nuevo fracaso le llevó a entrar en una crisis nerviosa en 1837. Estuvo delirando por días y su familia temía por su vida. Mientras estaba convaleciente, Hong soñó que visitó el Cielo y descubrió que poseía una familia celestial distinta de su familia terrenal, que incluía un padre celestial, una madre, un hermano mayor, una cuñada, esposa e hijo. Después de eso, dijo que se le había encomendado la misión de limpiar China de la corrupción manchú, devolver el poder a los Han, restaurar la fe en el Emperador Supremo, su padre celestial, y en el Shenismo.
A partir de 1850 pasó a liderar la Rebelión Taiping contra el poder imperial manchú, estableciendo el llamado "Reino Celestial de la Gran Paz" en varias regiones del sur y centro de China, nombrándose a sí mismo "Rey Celestial" (天王). Sus creencias consistían en considerarse a sí mismo como el "hermano menor de Jesús", teniendo una interpretación propia de la Biblia y no reconociendo la Santísima Trinidad; para él, el Espíritu Santo era Feng Bo/Feilian, el dios chino del viento (lit. "Tío Viento"), un ser distinto a Shangdi y Cristo, probablemente debido a la mala traducción de los misioneros. Estableció su capital en Nankín (南京), provincia de Jiangsu, manteniendo su reino hasta 1864, cuando no pudo resistir la ofensiva de las tropas imperiales. Se quitó la vida el 1 de junio de ese año mediante ingesta de veneno, siendo sucedido por Hong Tianguifu. Tras la ejecución de su hijo el 18 de noviembre, el Reino Celestial de la Gran Paz de Taiping que él mismo había instaurado fue destruido y disuelto.

## Legado
Las opiniones sobre Hong en la China actual son muy dispares. Los comunistas de Mao Zedong por lo general admiraron a Hong y su movimiento como un levantamiento campesino legítimo, constituyendo en sí un antecedente de su propio movimiento. El líder republicano nacionalista Sun Yat-sen procedía de la misma zona que Hong y se dijo que se había identificado con Hong desde su infancia.